# Доспат
Доспа́т (болг. Доспат) — місто в Смолянській області Болгарії. Адміністративний центр общини Доспат.

## Населення
За даними перепису населення 2011 року у місті проживали 2414 осіб.
Національний склад населення міста:
| Національність   | Кількість осіб | Відсоток |
| ---------------- | -------------- | -------- |
| болгари          | 1092           | 91,6%    |
| цигани           | 17             | 1,4%     |
| турки            | 14             | 1,2%     |
| інша             | 31             | 2,6%     |
| не визначились   | 38             | 3,2%     |
| Всього відповіли | 1192           |          |

Розподіл населення за віком у 2011 році:
Динаміка населення: